# 细巷镇
细巷镇，是中华人民共和国甘肃省平凉市静宁县下辖的一个乡镇级行政单位。
2016年，甘肃省民政厅批复同意撤销细巷乡，设立细巷镇。

## 行政区划
细巷镇下辖以下地区：
谭店村、韩川村、米岔村、瓦岔村、靳堡村、细巷村、曹川村、厚川村、郭尹村、慕岔村、后岔村、刘堡村、中华村、朱张村和文坪村。